# Wohn- und Wirtschaftsgebäude Dorfring 13
Das Wohn- und Wirtschaftsgebäude Dorfring 13 im niedersächsischen Dötlingen im Landkreis Oldenburg stammt aus dem 19. Jahrhundert.
Aktuell (2023) wird es als Wohnhaus und Praxis genutzt.
Das Gebäude steht unter Denkmalschutz (siehe auch Liste der Baudenkmale in Dötlingen).

## Geschichte
Das eingeschossige traufständige Gebäude von 1821 (Inschrift über dem Tor) als Zweiständer-Hallenhaus in Fachwerk mit geschlämmten Steinausfachungen sowie mit reetgedecktem Krüppelwalmdach mit Niedersachsengiebel und Uhlenloch war ein ehemaliges Heuerhaus, das zum Wohnhaus umgebaut wurde.
Das Landesdenkmalamt befand: „… Dorfring 13 hat als Teil der Gruppe ‘Dorfkern Dötlingen’ geschichtliche und städtebauliche Bedeutung …“